# Nannophlebia injibandi
Nannophlebia injibandi is een libellensoort uit de familie van de korenbouten (Libellulidae), onderorde echte libellen (Anisoptera).
De wetenschappelijke naam Nannophlebia injibandi is voor het eerst geldig gepubliceerd in 1969 door Watson.